# Idea (lingüística)
En análisis textual y análisis del discurso, una idea es el argumento proposicional o comprensión intuitiva que tiene un individuo de un tema, asunto o estado de hechos. En un texto, hay dos tipos de ideas, las ideas principales y las ideas secundarias. Las ideas secundarias expresan detalles complementarios relacionados con el tema principal.

## Idea principal
La idea principal se puede encontrar en un párrafo del texto, también se puede encontrar en la primera línea de un párrafo o incluso puede estar de manera implícita en las técnicas que el autor utilice.
- Expresa la afirmación más general; esto es, la que abarca y da sentido a las demás ideas del párrafo

- Afirma lo más importante e imprescindible; si se suprime esta idea, el párrafo queda incompleto

- A veces, se indica explícitamente que es la idea principal, con expresiones como: “Lo más importante…”, “Lo principal…”, “Destaquemos…”, “Concluyendo…”, “En resumen”, etc.

## Idea secundaria
Se encuentran ligadas a la idea principal puesto que depende de ella, y ayudan a matizar el pensamiento que se va a desarrollar. Generalmente son detalles descriptivos, ejemplos, circunstancias de tiempo, lugares o apoyos que sirven para reforzar, justificar o precisar la idea principal. Las ideas secundarias expresan detalles o aspectos derivados del tema principal. A menudo, estas ideas sirven para ampliar, demostrar o ejemplificar una idea principal.